# Julio Rey
Julio Rey (* 13. Januar 1972 in Toledo, Spanien) ist ein spanischer Langstreckenläufer, der insbesondere im Marathon erfolgreich ist. Er war 2003 Vizeweltmeister und gewann viermal den Hamburg-Marathon.
Rey wurde 1997 Neunter bei den Crosslauf-Weltmeisterschaften und Achter im 10.000-Meter-Lauf der Leichtathletik-Weltmeisterschaften. 1998 lief er beim London-Marathon auf den vierten Platz. Beim Rotterdam-Marathon 1999 wurde Julio Rey positiv auf Mesterolon getestet und danach für zwei Jahre gesperrt.
Nach seiner Dopingsperre wurde Rey für den Hamburg-Marathon 2001 als Tempomacher engagiert, lief aber durch und gewann in 2:07:46 h. Ein Jahr später gewann er bei den Europameisterschaften 2002 in München Bronze. 2003 siegte er erneut in Hamburg (2:07:27 h) und beim Marathon der Weltmeisterschaften 2003 in Paris gewann er die Silbermedaille. Im Jahr darauf startete er bei den Olympischen Spielen in Athen, erreichte aber nur den 58. Platz.
2005 (2:07:38 h) und 2006 gewann Rey erneut in Hamburg (2:06:52 h, Streckenrekord und spanischer Landesrekord). Bei den Europameisterschaften 2006 in Göteborg wurde er Dritter. 2007 sagte er in Hamburg zugunsten einer Teilnahme am Paris-Marathon ab, wo er bei ungewöhnlich warmem Wetter von bis zu 25 °C in 2:11:36 h Neunter wurde. Beim Hamburg-Marathon 2008, ebenfalls bei warmem Wetter (bis 20 °C) war er als Favorit gehandelt, wurde aber nur Sechzehnter in 2:13:20 h. Den olympischen Marathon in Peking konnte er nicht beenden.
Julio Rey hat bei einer Größe von 1,66 m ein Gewicht von 51 kg.